# Cadillac Ranch

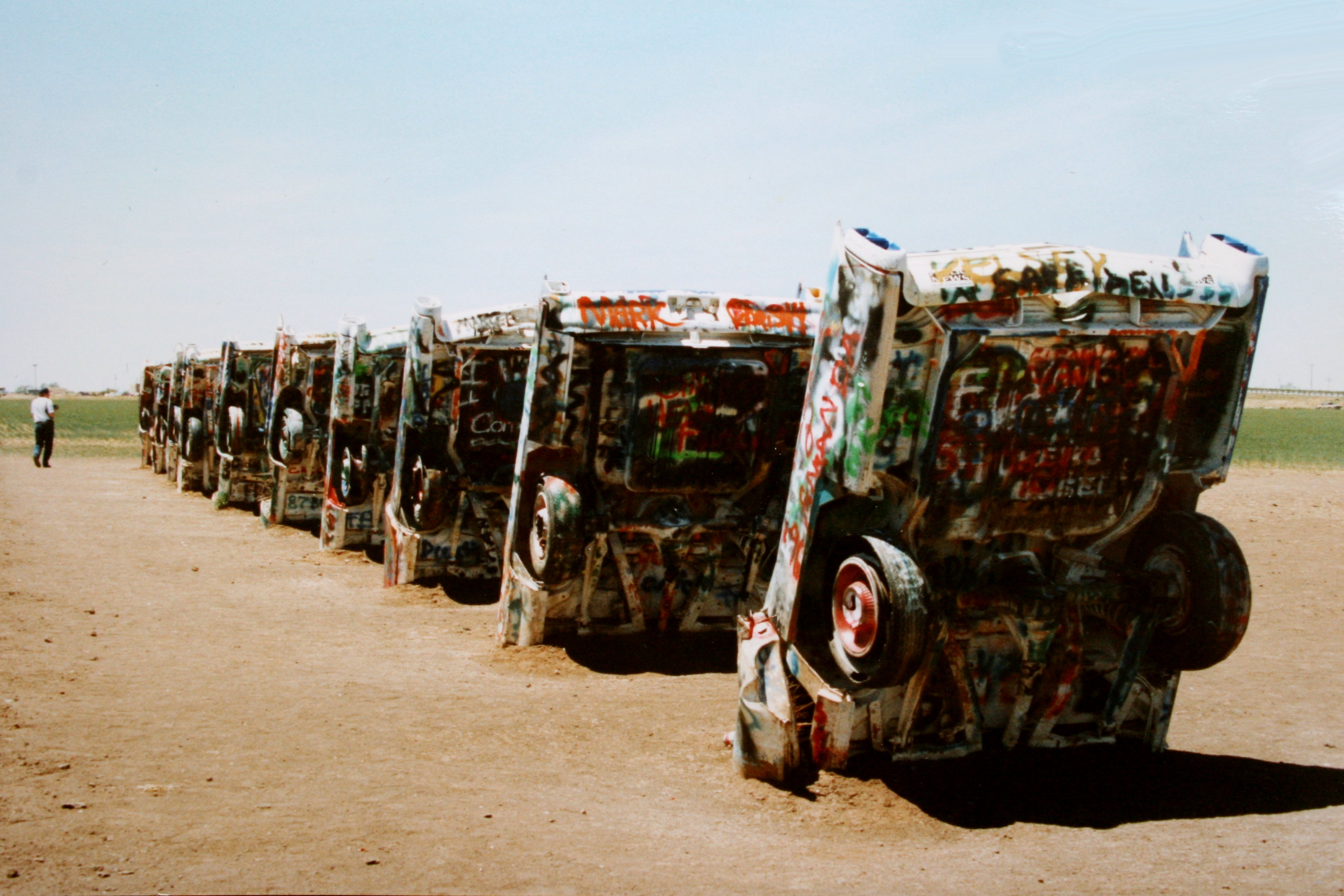
Cadillac Ranch 1996

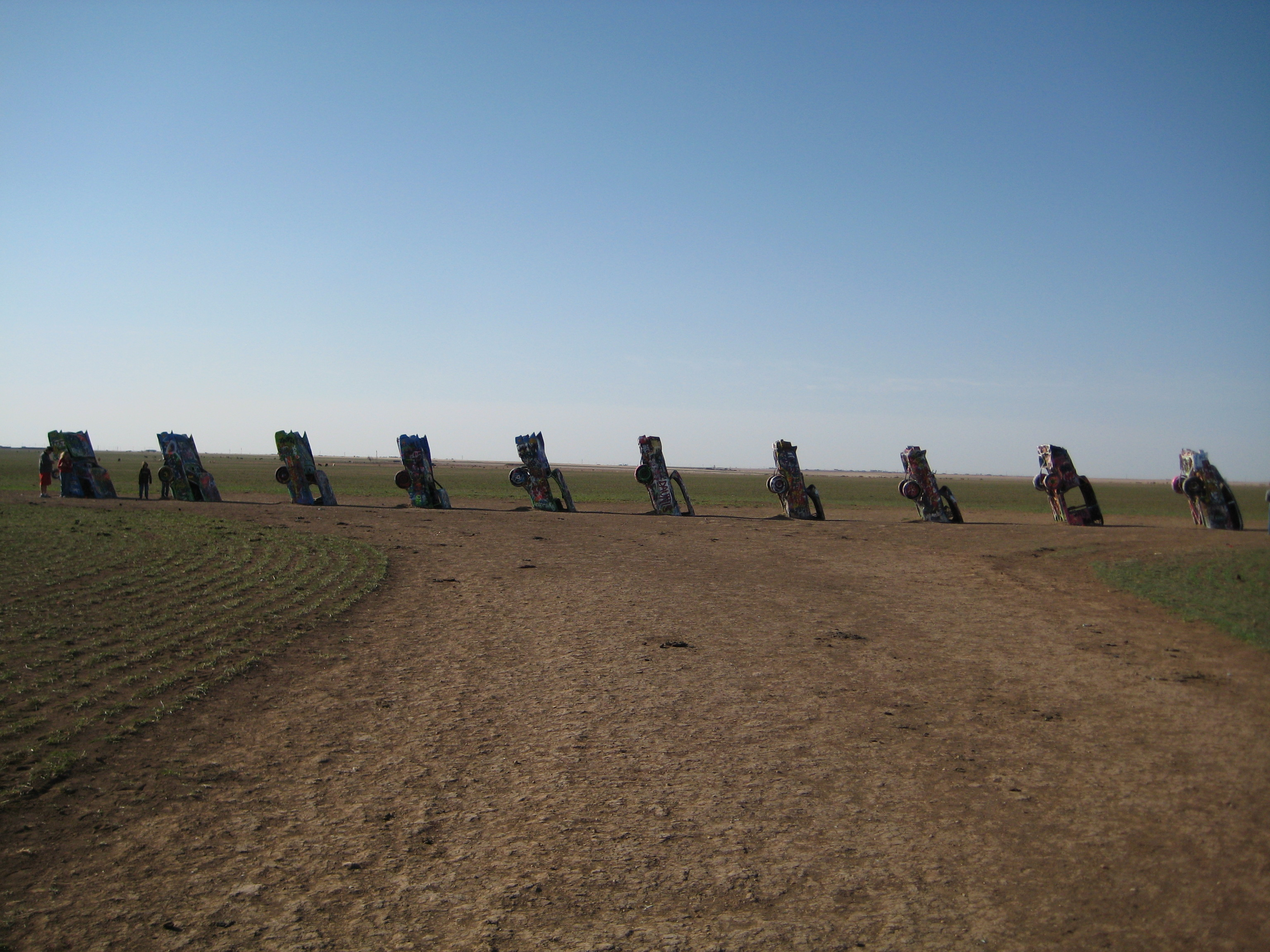
Cadillac Ranch

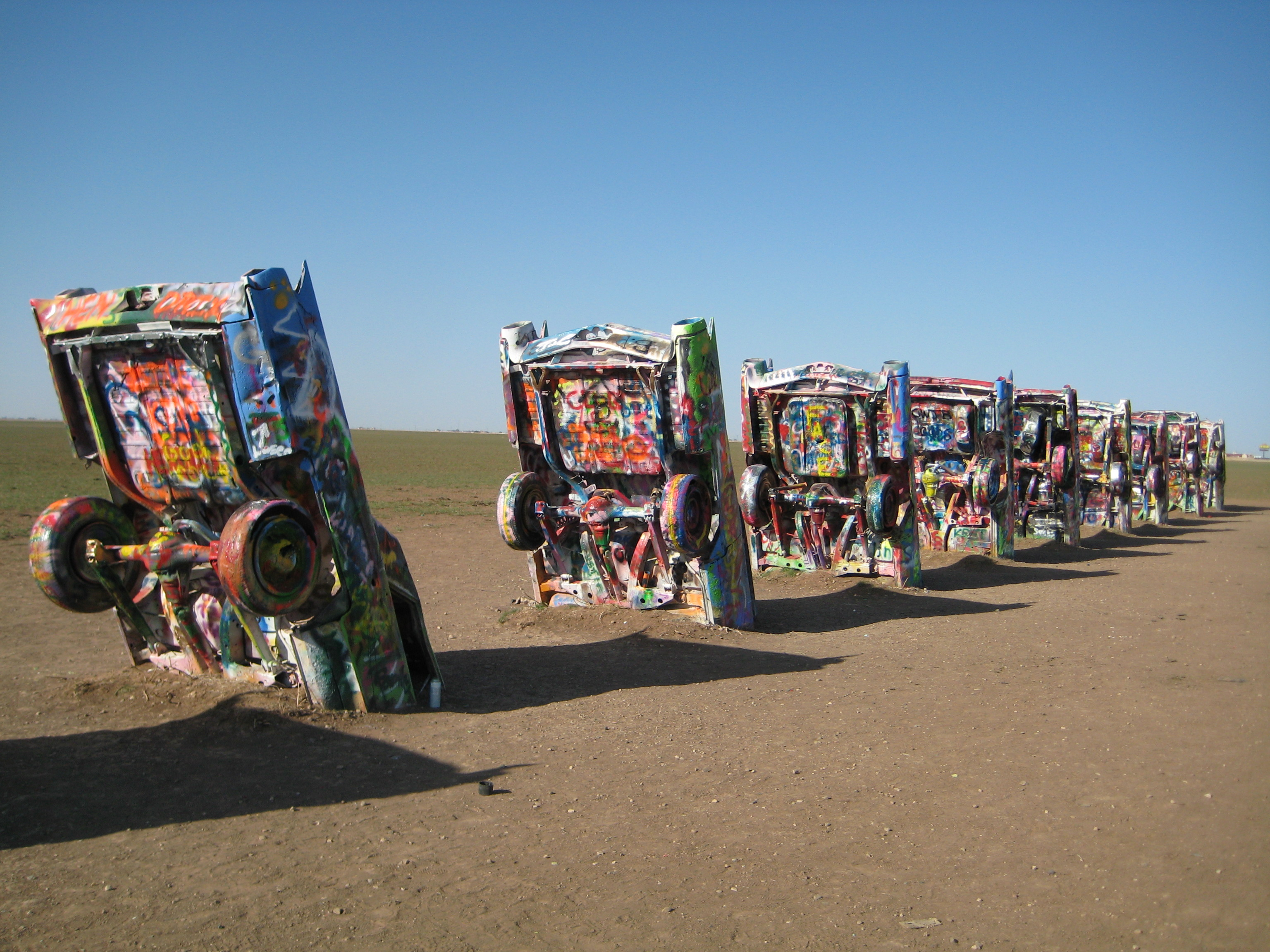
Mit Graffiti besprühte Cadillacs

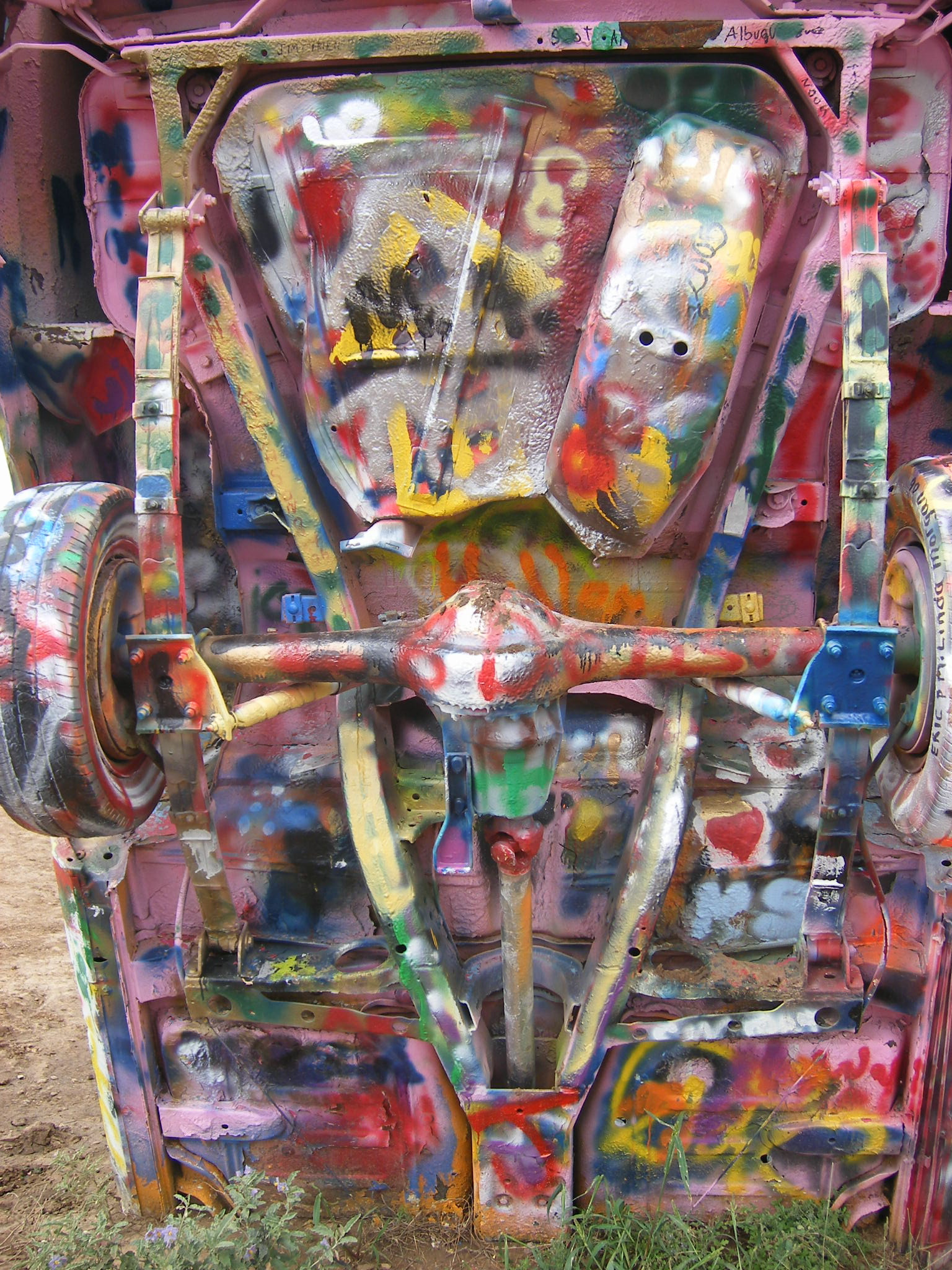
Unterseite eines Cadillac

Cadillac Ranch ist der Name einer Kunstinstallation im Potter County, etwa fünf Kilometer westlich von Amarillo, Texas.

## Entstehung
1974 wurden von Mitgliedern der Künstlergruppe Ant Farm aus San Francisco (Chip Lord, Hudson Marquez und Doug Michels) westlich von Amarillo zehn Cadillacs in einer Linie und im gleichen Winkel mit der vorderen Hälfte im Boden eines Maisfeldes eingegraben. Sie stammen aus den Baujahren 1948 bis 1963 und repräsentieren den Beginn und den Niedergang der Heckflossen-Modelle der 1950er Jahre. Der Winkel, in dem die Fahrzeuge eingegraben sind, soll mit dem Steigungswinkel der Pyramiden von Gizeh korrespondieren. Sie symbolisieren die Freiheit, die das Automobil mit sich brachte, und zugleich die Faszination und Anziehungskraft, die von den „roadside attractions“ (Attraktionen am Straßenrand) entlang der amerikanischen Fernstraßen ausgeht. Der Standort liegt unmittelbar an der historischen Route 66, die an dieser Stelle heute von der Interstate 40 ersetzt wird.
Gesponsert wurde die Cadillac Ranch von dem Helium-Millionär und Mäzen Stanley Marsh III., der der Künstlergruppe das Grundstück neben der Interstate 40 zur Verfügung stellte. Stanley Marsh meint, die Cadillac Ranch symbolisiere „die große Flucht, die Freiheit der Wahl, die Möglichkeit, einfach abzuhauen.“

## Lebendiges Kunstwerk
Die Autos sind über und über mit Graffiti besprüht und ändern daher ständig ihr Aussehen. Besucher werden ausdrücklich ermuntert ihre eigenen farblichen Spuren zu hinterlassen. Von Zeit zu Zeit werden die Wagen übermalt. So waren sie zunächst alle weiß, wurden aber auch schon in pink, blau oder schwarz (anlässlich des Todes von Doug Michels) gestrichen. Die Übermalungen blieben aber regelmäßig keine 24 Stunden, ehe wieder neue Graffiti auftauchten.

## Versetzung
Im Jahre 1997 wurde die Cadillac Ranch durch eine örtliche Baufirma von dem ursprünglichen Maisfeld etwa 2 Meilen (3 Kilometer) Richtung Westen auf eine Weide verlegt, um sie weiter weg von den Grenzen der wachsenden Stadt Amarillo zu installieren. Auch der neue Standort befindet sich auf Privatgrund von Stanley Marsh III., der von Besuchern jederzeit betreten werden darf.

## In der Popkultur
- Die Cadillac Ranch findet sich auch in dem Walt-Disney- und Pixar-Film Cars, der in zahlreichen Anspielungen Bezug auf Orte an der alten Route 66 nimmt.
- Die Cadillac Ranch war schon in verschiedenen Werbespots und Musikvideos zu sehen.
- Der US-amerikanische Musiker Bruce Springsteen veröffentlichte 1980 einen Titel namens ''Cadillac Ranch'' auf seinem Album The River.